# Callicore hesperis
Callicore hesperis é uma borboleta neotropical da família Nymphalidae que se distribui pela Colômbia, Equador, Peru, Bolívia e Brasil. Foi catalogada como Catagramma hesperis em 1844. Apresenta, vista por baixo, asas posteriores com coloração predominantemente amarela, porém com um padrão um pouco diferente das outras espécies de Callicore; sem formar um desenho de 08/80 (quando o inseto está voltado para a esquerda ou direita). O padrão geral é de uma área central de coloração negra, contendo seis ou sete marcações esbranquiçadas com bordas azuladas. Possui contornos em azul claro na borda das asas anteriores e posteriores. Em vista superior, a espécie apresenta um padrão muito similar, pois não apresenta subespécies; com a coloração predominantemente azul metálica, asas anteriores com ampla área em negro e contendo marcação vermelho rosada (por cima e por baixo).

## Hábitos
Adultos de Callicore hesperis sugam frutos em fermentação e minerais dissolvidos da terra encharcada em trilhas ou praias fluviais, podendo ser encontrados em ambiente de floresta tropical e em altitudes que vão de 200 a 1.000 metros. São geralmente solitários. Possuem voo rápido e poderoso em distâncias curtas.